# Universidad Federal de Integración Latinoamericana
La Universidad Federal de Integración Latinoamericana (UNILA) es una institución pública de educación superior brasileña ubicada en la ciudad de Foz do Iguaçu, Paraná, Brasil. Fue propuesta en 2007 por el presidente Luiz Inácio da Silva, siendo creada el día 12 de enero de 2010. La localización de la UNILA es estratégica, en la frontera trinacional entre Brasil, Argentina y Paraguay.

## Historia
- En mayo del 2007, se decidió en una reunión en Itaipú, la creación de Instituto de Estudios Superiores del Mercosur (IMEA, en portugués), con la firma de un Convenio entre la represa de Itaipú, la Universidad Federal de Paraná (UFPR) y la Universidad de Pisa, y estableció las primeras actividades, junto con universidades de la región y América Latina. También se determinó que el espacio físico del Parque Tecnológico Itaipú se donará al Instituto en su fase de despliegue.
- En junio del 2007, el IMEA es presentado en la XXXII Reunión de Ministros de Educación del Mercosur, que fue realizado en Asunción (Paraguay). Tres meses después, en el 6 º Encuentro Internacional FOMERCO (Foro Universitario del Mercosur), queda definida la necesidad de crear una universidad que debe formar ciudadanos comprometidos con la integración latinoamericana. Allí nace la UNILA.
- En noviembre del 2007, la UNILA se lanza oficialmente en la XXXIII Reunión de Ministros de Educación del Mercosur, que fue realizado en Montevideo, Uruguay.
- En diciembre del 2007, El Ministerio de Educación y Cultura de Brasil, lleva al presidente Luiz Inácio da Silva, el proyecto de ley para la creación de la Universidad Federal de Integración Latinoamericana (UNILA). La Unila fue presentada en el Encuentro Internacional de Cátedras de la UNESCO, como un espacio abierto para la experimentación, la innovación y la transdisciplinariedad de cátedras latinoamericanas.
- En enero del 2008, el Departamento de Educación Superior del Ministerio de Educación y Cultura del Brasil (SESu / MEC) instituyó la Comisión para la Implementación de la Unila (CI-UNILA), presidido por Hélgio Trinidade, con más de 13 miembros.
- En marzo del 2008, la Comisión fue inaugurado por el ministro de Educación en el MEC, que dio como atribuciones de la UNILA "realizar estudios y actividades institucionales para la planificación, organización y plan de estudios de la estructura académica y la administración de personal, bienes, presupuesto y finanzas, con el apoyo de expertos elegidos por su experiencia en el ámbito latinoamericano e internacional, que trabajarán en red con universidades brasileñas, en los intercambios con universidades de otros países y organismos de integración de América Latina con regularidad".
- En abril del 2008, el proyecto de ley llega al Congreso Nacional del Brasil y se presentó por primera vez ante la Comisión de Trabajo, Servicios Públicos y Administración (CTASP) y como proponente el diputado federal Frank Aguiar (PTB-SP), que propone a la UNILA como la creación de los "recursos los seres humanos con lucidez y competencia para contribuir al desarrollo y la integración cultural y económica de América Latina, la promoción de intercambios científicos y tecnológicos entre las universidades e institutos de investigación en la región, describiendo sus acciones por el énfasis en el intercambio académico y la colaboración con los países Mercosur y el resto de América Latina, ofreciendo cursos y desarrollar programas de investigación en estudios sociales y lenguaje, las relaciones internacionales y las áreas consideradas estratégicas para el desarrollo y la integración regional".
- En agosto de 2008, la UNILA recibe la propuesta del Ministerio de Planificación del Brasil y de financiar los proyectos Biunila (Biblioteca de la UNILA) - que pretende ser una referencia en América Latina y el IMEA - para financiar con fondos del FOCEM - Fondo de Convergencia Estructural para el Fortalecimiento de la Estructura Institucional del Mercosur.
- En agosto de 2009, la Cámara de Diputados aprueba el proyecto de creación de la UNILA, después de un extenso debate que ha durado casi 18 meses. El proyecto pasa al Senado Federal, en donde se aprueba por una mayoría absoluta. El proyecto de creación pasa a la Presidencia del Brasil para su sanción correspondiente.
- En enero del 2010, finalmente el presidente del Brasil Luiz Inácio da Silva, sanciona el proyecto de ley, creando oficialmente la Universidad Federal de Integración Latinoamericana (UNILA).

## Perspectivas
UNILA pretende promover el intercambio de conocimientos mediante la integración regional y un proyecto conjunto de América Latina capaz de afrontar los retos de los veinte del siglo I. La misión de la universidad es formar a futuros investigadores y profesionales a pensar sobre el futuro de América Latina en las áreas de ciencia integrada, ingeniería, humanidades, literatura, arte, ciencias sociales y aplicadas. Sus actividades se llevan a cabo en un ambiente oficialmente bilingüe (portugués y español), dirigido a la articulación entre pregrado, postgrado y áreas de investigación, el fomento de una pluralidad de ideas y estimular la reflexión.
El plan quinquenal del Ministerio de Educación del Brasil para la UNILA es ofrecer cursos de grado, máster y doctorado a cerca de 10 mil estudiantes. Más de 500 profesores de toda América Latina se juntaron a la institución, la mitad de ellos en medio período. 
Esta universidad tiene una particularidad especial: La composición de los alumnos es de un 50% de estudiantes brasileños y un 50% de estudiantes que provienen de países latinoamericanos como Argentina, Paraguay, Ecuador, Colombia, Venezuela, Bolivia y Uruguay. Para el 2011 se sumaron estudiantes de Chile y Perú.
En 2012 recibieron su primer intercambio internacional: México. Extendiendo la integración desde la Patagonia hasta el Río Bravo. Para el 2015 son integrados estudiantes provenientes de Haití, mientras que el año 2016 se suman estudiantes de Cuba y Guatemala.

## Administración
La estructura administrativa de la UNILA tiene la Rectoría como su órgano central, así como el Rector Helgio Trinidade es la figura principal de la Universidad. Subordinadas a la Rectoría están las cuatro Pro Rectorías, órganos especializados en cada uno de los campos de actuación de la universidad:
- Pro Rectoría de Extensión y Acción Comunitaria (PREAC)
- Pro Rectoría de Estudios de Grado (PROGRAD)
- Pro Rectoría de Planeamiento y Administración (PROPLAD)
- Pro Rectoría de Investigación y Estudios de Posgrado (PRPPG)

## Estructura
La Universidad Federal de Integración Latinoamericana es una institución de educación superior interesada en la creación de un entorno multicultural e interdisciplinario capaz de producir profesionales e investigadores centrados en el desarrollo económico, social, cultural y política de América Latina en un espíritu de igualdad entre todos los pueblos y culturas del continente.

### Carreras Universitarias
UNILA cuenta con carreras universitarias de grado, que constan de:
- Administración Pública y Políticas Públicas
- Antropología, con línea de formación en Diversidad Cultural Latinoamericana
- Arquitectura y Urbanismo
- Biotecnología
- Ciencia Política y Sociología, con línea de formación en Sociedad, Estado y Política de América Latina
- Ciencias Biológicas, con línea de formación en Ecología y Biodiversidad
- Ciencias Económicas, con línea de formación en Economía, Integración y Desarrollo
- Ciencias Naturales, con línea de formación en Biología, Física y Química
- Cine
- Desarrollo Agrario y Seguridad Alimentaria
- Filosofía
- Geografía, con línea de formación en Territorio y Sociedad en América Latina
- Historia, con línea de formación en Derechos Humanos en América Latina
- Ingeniería de Energías Renovables
- Ingeniería Civil de Infraestructuras
- Letras, con línea de formación en Expresiones Literarias y Lingüísticas
- Medicina
- Música
- Relaciones Internacionales e Integración
- Trabajo Social

Entre otras

### Institutos y Centros Interdisciplinarios
La estructura académica de la UNILA, está integrado por el Instituto de Estudios Superiores del Mercosur (IMEA) que tiene un papel muy importante en la investigación científica a través de la interfaz con los otros cuatro institutos y por debajo de sus respectivos Centros Interdisciplinarios:
1 . Instituto de Arte, Cultura e Historia
- Centro Interdisciplinario de Arte y Letras
- Centro Interdisciplinario de Antropología y Comunicación

2 . Instituto de Economía, Sociedad y Relaciones Internacionales
- Centro Interdisciplinario de Economía y Sociedad
- Centro Interdisciplinario de Relaciones Internacionales y Derecho Comparado

3 . Instituto de Infraestructura, Tecnología y Desarrollo
- Centro Interdisciplinario de Geociencias y Espacio Territorial
- Centro Interdisciplinario de Tecnociencias y Construcción de Macro-infraestructuras

4. Instituto de Ciencias de la Vida, la Naturaleza y el Medio Ambiente
- Centro Interdisciplinario de Recursos Naturales, Agua y Medio Ambiente
- Centro Interdisciplinario de Ciencias Exactas y Naturales

### Cátedras latinoamericanas
La estructura de la universidad también incluye la formación de 12 Cátedras latinoamericanas, estructurada en el marco del IMEA y subordinado al Vicerrectorado de la UNILA. Para las cátedras individuales comenzó a ser estructurado a partir de la segunda mitad de 2009, de acuerdo con las siguientes especialidades:
1.Cátedra Amilcar Herrera: Ciencia, Tecnología, Innovación e Inclusión Social.
2.Cátedra Celso Furtado: Economía y Desarrollo.
3.Cátedra Andrés Bello: Educación Superior Comparada.
4.Cátedra Octavio Ianni: Desarrollo Rural Sostenible y Seguridad Alimentaria.
5.Cátedra Francisco Bilbao: Integración e Identidad de América Latina.
6.Cátedra Josué de Castro: Desarrollo Sostenible y Medio Ambiente.
7.Cátedra Augusto Roa Bastos: Literatura Latinoamericana.
8.Cátedra Juan José Giambiagi: Ciencias Físicas y Nuevas Fronteras Tecnologícas.
9.Cátedra Crodowaldo Pavan: Ciencias de la Vida: Evolución y Biodiversidad.
10.Cátedra Eugenio de Santa Cruz y Espejo: Salud Pública en América Latina.
11.Cátedra Bernardo Houssay: Neurociencia y la Inclusión Social.
12.Cátedra Vinicius de Moraes: Música Popular Brasileña.